# Główna Składnica Uzbrojenia nr 4
Główna Składnica Uzbrojenia nr 4 – jednostka organizacyjna służby uzbrojenia Wojska Polskiego.

## Historia składnicy
Na przełomie 1920/1921 w lasach koło Spały utworzono Centralne Składy Amunicji nr III. Składy były centralnymi zakładami służby uzbrojenia przeznaczonymi do magazynowania, przechowywania, konserwacji i rozdziału zapasów centralnych wszelkiej amunicji i materiałów wybuchowych. Kierownik składu, w stosunku do podległego sobie personelu, posiadał uprawnienia dowódcy batalionu.
W połowie lat 20. XX wieku przystąpiono do budowy nowej i większej składnicy w Regnach z uwagi na to, że składy w Spale okazały się za małe w stosunku do potrzeb. W styczniu 1928, po zakończeniu budowy, do Regn przeniesiono kierownictwo składnicy ze Spały. Nowa jednostka otrzymała nazwę „Główna Składnica Uzbrojenia Nr 3”, natomiast dotychczasowe składy w Spale „Filia Głównej Składnicy Uzbrojenia Nr 3”. W marcu 1929 jednostka została przemianowana na Główną Składnicę Uzbrojenia Nr 4 i podporządkowana Kierownictwu Wojskowego Zakładu Zaopatrzenia i Uzbrojenia w Warszawie. Filia w Spale została zlikwidowana, a jej mienie przekazane do składnicy w Regnach. Składnica w Regnach podlegała szefowi służby uzbrojenia Dowództwa Okręgu Korpusu Nr IV jedynie w sprawach gospodarczych, związanych z jej bieżącym funkcjonowaniem.
W składnicy zgromadzona była rezerwa zaopatrzenia amunicji i broni oddana do dyspozycji Naczelnego Wodza. Składnica posiadała magazyny broni artyleryjskiej (o pojemności 160 wagonów), magazyn sprzętu optyczno-mierniczego (2 wagony) i magazyny amunicyjne (2441,9 wagonu 15-tonowego). W styczniu 1939 wszystkie magazyny broni i sprzętu były zapełnione, natomiast w magazynach amunicyjnych  można byłoby jeszcze umieścić zapasy o pojemności do 440,2 wagonu. Na ukończeniu była budowa działowni zdolnej pomieścić około 80 wagonów broni. Składnica była zdolna przygotować do wysyłki w ciągu 18 godzin dwa transporty amunicyjne (po 55 wagonów 15-tonowych).
Składnica była jednostką mobilizującą. Zgodnie z planem mobilizacyjnym „W” zarządca składnicy był odpowiedzialny za przygotowanie i przeprowadzenie mobilizacji Głównej Składnicy Uzbrojenia nr 4 oraz kadr dwóch kompanii roboczych nr 403 i 462. Wszystkie trzy oddziały były mobilizowane w Regnach, w I rzucie mobilizacji powszechnej. Kadra kompanii roboczej nr 403 była mobilizowana dla Składnicy Uzbrojenia nr 4 w Gałkówku.

## Kadra składnicy
Kierownicy i zarządcy
- kpt. / mjr uzbr. Antoni Choynowski[a] (1923[10][11][12] – 1925[13])
- mjr uzbr. Tadeusz II Berezowski[b] (1932[17][18] – 1939)

Obsada personalna składnicy w marcu 1939
- zarządca składnicy – mjr uzbr. Tadeusz II Berezowski
- kierownik działu administracyjnego i materiałowego – kpt. uzbr. Teodor Winiarczyk[c]
- zarządzający warsztatami i magazynami broni – por. uzbr. Stanisław Patrzykąt
- zarządzający magazynami amunicji działowej i materiałów wybuchowych – chor. Teofil Jedlecki[d]